# Lijst van nummer 1-hits in Noorwegen in 1960
Deze hits stonden in 1960 op nummer 1 in de VG-lista, de bekendste hitlijst in Noorwegen.
| Nummer | Week | Artiest                     | Titel                                          |
| ------ | ---- | --------------------------- | ---------------------------------------------- |
| 11     | 1    | Emile Ford & the Checkmates | What do you want to make those eyes at me for? |
|        | 2    | Emile Ford & the Checkmates | What do you want to make those eyes at me for? |
|        | 3    | Emile Ford & the Checkmates | What do you want to make those eyes at me for? |
|        | 4    | Emile Ford & the Checkmates | What do you want to make those eyes at me for? |
|        | 5    | Emile Ford & the Checkmates | What do you want to make those eyes at me for? |
| 12     | 6    | Nora Brockstedt             | Er du glad i meg ennå, Karl Johan?             |
|        | 7    | Nora Brockstedt             | Er du glad i meg ennå, Karl Johan?             |
|        | 8    | Nora Brockstedt             | Er du glad i meg ennå, Karl Johan?             |
|        | 9    | Nora Brockstedt             | Er du glad i meg ennå, Karl Johan?             |
|        | 10   | Nora Brockstedt             | Er du glad i meg ennå, Karl Johan?             |
| 13     | 11   | Rocco Granata               | Marina                                         |
|        | 12   | Rocco Granata               | Marina                                         |
|        | 13   | Rocco Granata               | Marina                                         |
|        | 14   | Rocco Granata               | Marina                                         |
|        | 15   | Rocco Granata               | Marina                                         |
|        | 16   | Rocco Granata               | Marina                                         |
|        | 17   | Rocco Granata               | Marina                                         |
|        | 18   | Rocco Granata               | Marina                                         |
|        | 19   | Rocco Granata               | Marina                                         |
|        | 20   | Rocco Granata               | Marina                                         |
|        | 21   | Rocco Granata               | Marina                                         |
|        | 22   | Rocco Granata               | Marina                                         |
|        | 23   | Rocco Granata               | Marina                                         |
|        | 24   | Rocco Granata               | Marina                                         |
|        | 25   | Rocco Granata               | Marina                                         |
| 14     | 26   | Orchester Billy Vaughn      | Blue Hawaii                                    |
|        | 27   | Orchester Billy Vaughn      | Blue Hawaii                                    |
|        | 28   | Orchester Billy Vaughn      | Blue Hawaii                                    |
| 15     | 29   | Jim Reeves                  | He'll have to go                               |
|        | 30   | Jim Reeves                  | He'll have to go                               |
|        | 31   | Jim Reeves                  | He'll have to go                               |
|        | 32   | Jim Reeves                  | He'll have to go                               |
|        | 33   | Jim Reeves                  | He'll have to go                               |
| 16     | 34   | Cliff Richard               | Please don't tease                             |
|        | 35   | Cliff Richard               | Please don't tease                             |
|        | 36   | Cliff Richard               | Please don't tease                             |
| 17     | 37   | Connie Francis              | Everybody's somebody's fool                    |
|        | 38   | Connie Francis              | Everybody's somebody's fool                    |
|        | 39   | Connie Francis              | Everybody's somebody's fool                    |
|        | 40   | Connie Francis              | Everybody's somebody's fool                    |
|        | 41   | Connie Francis              | Everybody's somebody's fool                    |
|        | 42   | Connie Francis              | Everybody's somebody's fool                    |
|        | 43   | Connie Francis              | Everybody's somebody's fool                    |
|        | 44   | Connie Francis              | Everybody's somebody's fool                    |
| 18     | 45   | Inger Jacobsen              | Frøken Johansen og jeg                         |
|        | 46   | Inger Jacobsen              | Frøken Johansen og jeg                         |
|        | 47   | Inger Jacobsen              | Frøken Johansen og jeg                         |
|        | 48   | Inger Jacobsen              | Frøken Johansen og jeg                         |
| 19     | 49   | Elvis Presley               | It's now or never                              |
|        | 50   | Elvis Presley               | It's now or never                              |
|        | 51   | Elvis Presley               | It's now or never                              |
|        | 52   | Elvis Presley               | It's now or never                              |